# Sparagmos

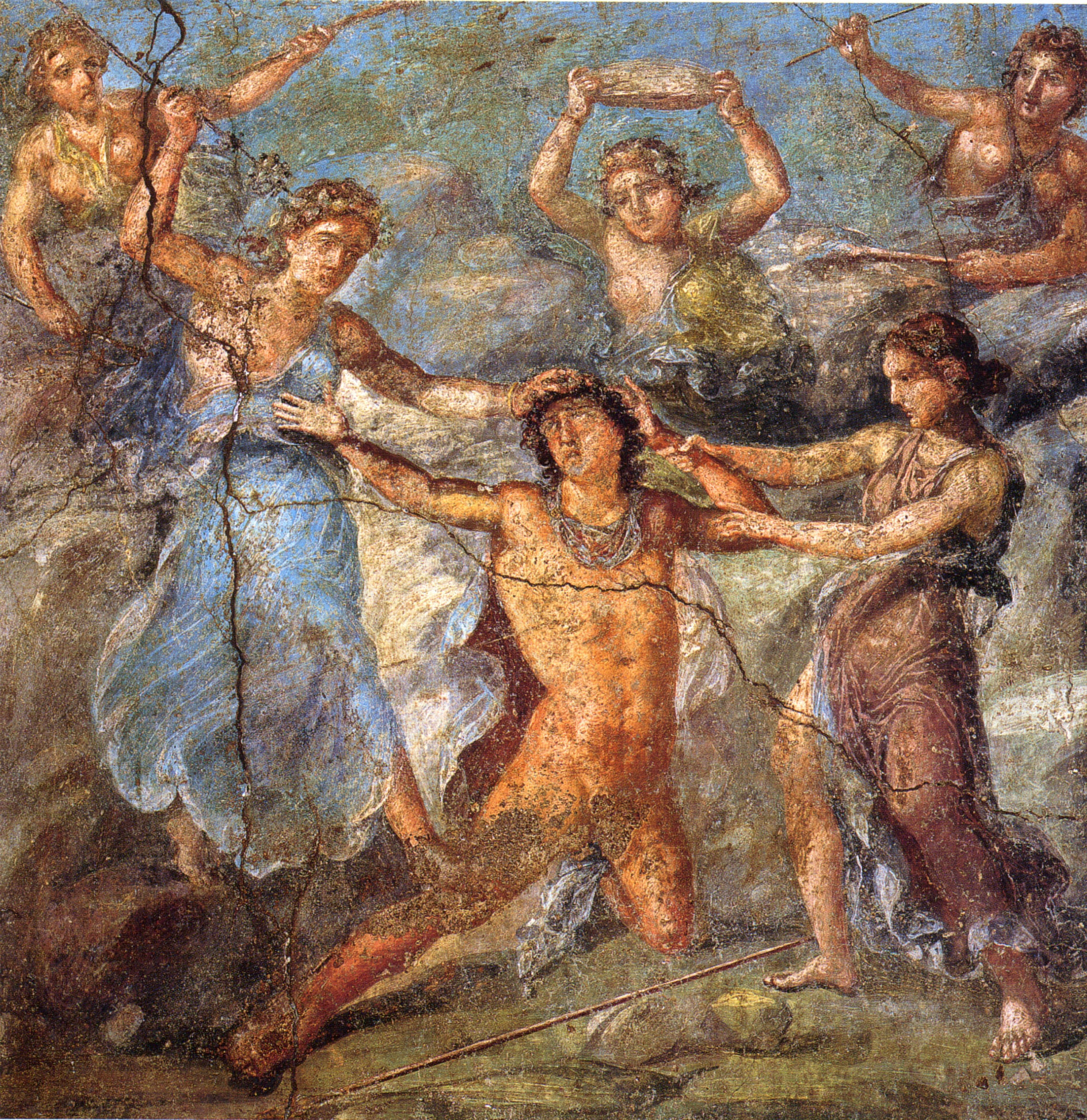
Maenaden vallen Pentheus aan (Romeinse muurschildering in het Casa dei Vettii te Pompeï)

Sparagmos (Oudgrieks: σπαραγμός van σπαράσσειν, sparassein, "verscheuren") betekent het offeren van een levend dier of levende persoon tijdens een religieus ritueel door het lichaam uiteen te rijten, in het bijzonder ter verering van de Griekse god Dionysos.
Na afloop werden de lichaamsdelen vaak opgegeten, een handeling aangeduid als omofagie ('het eten van rauw vlees'). Het wordt geassocieerd met de Maenaden of Bacchanten, volgelingen van Dionysos, en de dionysische mysteriën. Historisch gezien zijn er echter nauwelijks aanwijzingen die erop duiden dat vrouwen die de riten van Dionysos beoefenden daadwerkelijk dieren uiteenreten of rauw vlees aten.
Voorbeelden van sparagmos komen voor in het toneelstuk Bakchai van Euripides, dat Dionysos en de Maenaden ten tonele voert. De bewakers in dit stuk zijn op een gegeven moment getuige van zo'n ritueel, waarbij de Maenaden met hun blote handen een levende stier aan stukken scheuren. Later in het verhaal wordt koning Pentheus gedood door zijn eigen moeder Agave, die hem voor een wild dier houdt en zijn lichaam uiteenrijt. Volgens sommige mythen stierf Orpheus, die als profeet van het orphisme of bacchusisme wordt gezien, toen hij verscheurd werd door razende Thracische vrouwen.

## Medea
De Griekse tovenares Medea zou haar broer Absyrtus hebben vermoord en verscheurd, om zo met Jason en het gulden vlies te kunnen ontsnappen aan haar achtervolgers, die zich genoodzaakt zouden zien eerst de overblijfselen van de prins bij elkaar te rapen om zijn lichaam te kunnen begraven. De Italiaanse filmregisseur Pier Paolo Pasolini bracht het sparagmos-ritueel in beeld in zijn film Medea uit 1969.